# Cercestis
Cercestis Schott – rodzaj wieloletnich, zielnych pnączy lub roślin płożących, należący do rodziny obrazkowatych, liczący 8 gatunków endemicznych dla wilgotnych lasów równikowych tropikalnych rejonów Afryki, od Senegalu do Angoli i Ugandy. Nazwa naukowa pochodzi od mitycznego Kerkestesa, jednego z synów Ajgyptosa, lub z greckiego słowa κερκίς (kerkis), oznaczającego tkackie czółenko.

## Morfologia
ŁodygaŁodyga zielna, długa, płożąca lub pnąca, ukorzeniająca się.
LiścieUlistnienie skrętoległe. Ogonki liściowe tworzące pochwę liściową, wierzchołkowo kolankowate, o długości od 10 cm (C. kamerunianus) do 30 cm (C. afzelii). Blaszki liściowe z kanałami żywicznymi, lancetowato-sercowate, strzałkowate, oszczepowate, trójlistkowe lub nieregularnie pierzaste. Nerwacja siatkowata.
KwiatyRośliny jednopienne. Pojedynczy kwiatostan, typu kolbiastego pseudancjum, pojawia się w węźle łodygi lub na jej wierzchołku, na krótkiej szypułce. Pochwa kwiatostanu w dolnej części zwinięta, w górnej łódkokształtna lub wklęsła, o długości od 2,5 do 8 cm. Kolba na całej długości pokryta kwiatami płodnymi, w dolnym fragmencie żeńskimi, w górnej męskimi. Zalążnie jednokomorowe, zawierające pojedynczy anatropowy zalążek położony niemal bazalnie. Znamiona słupków siedzące, duże, dyskowate. Kwiaty męskie 2-4-pręcikowe, stłoczone, z siedzącymi podłużno-klinowatymi główkami. Otwierające się przez wierzchołkowy otworek pylniki połączone są szerokim łącznikiem.
OwoceEliptyczne lub odwrotnie jajowate, jednonasienne jagody. nasiona eliptyczne, o cienkiej łupinie. Bielmo obfite. Zarodek bardzo mały, usytuowany u podstawy bielma.

## Systematyka
Pozycja według Angiosperm Phylogeny Website (aktualizowany system APG IV z 2016)Należy do plemienia Culcasieae, podrodziny Aroideae, rodziny obrazkowatych, rzędu żabieńcowców w kladzie jednoliściennych.
Pozycja rodzaju w systemie Reveala z roku 2007 (2010)Gromada okrytonasienne (Magnoliophyta Cronquist, Takht. & Zimmerm. ex Reveal), podgromada Magnoliophytina (Frohne & U. Jensen ex Reveal), klasa Magnoliopsida (Brongn.), podklasa żabieńcowe (Alismatidae Takht.), nadrząd obrazkopodobne (Aranae Thorne ex Reveal), rząd obrazkowce (Arales Juss. ex Bercht. & J. Presl), rodzina obrazkowate (Araceae Juss.).
Pozycja rodzaju według Crescent Bloom (system Reveala z lat 1993–1999)Gromada okrytonasienne (Magnoliophyta Cronquist), podgromada Magnoliophytina (Frohne & U. Jensen ex Reveal), klasa jednoliścienne (Liliopsida Brongn.), podklasa obrazkowe (Aridae Takht.), nadrząd obrazkopodobne (Aranae Thorne ex Reveal), rząd obrazkowce (Arales Dumort.), rodzina obrazkowate (Araceae Juss.).
Gatunki
- Cercestis afzelii Schott
- Cercestis camerunensis (Ntépé-Nyamè) Bogner
- Cercestis congoensis Engl.
- Cercestis dinklagei Engl.
- Cercestis ivorensis A.Chev.
- Cercestis kamerunianus (Engl.) N.E.Br. in D.Oliver & auct. suc. (eds.)
- Cercestis mirabilis (N.E.Br.) Bogner
- Cercestis taiensis Bogner & Knecht

## Zastosowanie
Rośliny jadalneW Gabonie młode liście i kwiatostany gatunku Cercestis mirabilis są spożywane jako warzywa.
Rośliny leczniczeLiście gotowane z masłem otrzymywanym z orzechów rośliny Baillonella toxisperma oraz nieznanym gatunkiem grzyba są w Gabonie stosowane w razie kolki lub problemów wątrobowych. W Kongo sok z liści tej rośliny zmieszany z kaolinem, pieprzem melegueta i solą kamienną spożywany jest w razie problemów z sercem oraz przeciwwymiotnie.
Inne zastosowaniaWłókniste łyko korzeni tej rośliny jest używane jako żyłka do łowienia ryb.